# 조지프 캄웬도
조지프 캄웬도(치체와어·영어: Joseph Kamwendo, 1986년 10월 23일 ~ )는 말라위의 은퇴한 축구 선수로 현역 시절 포지션은 미드필더이다. 그는 말라위 축구 국가대표팀으로 2010년 아프리카 네이션스컵에 출전하였다.

## 같이 보기
- A매치 100경기 이상 출전한 축구 선수 명단